# Three Lakes (Florida)
Three Lakes es un lugar designado por el censo ubicado en el condado de Miami-Dade, Florida, Estados Unidos. Según el censo de 2020, tiene una población de 16 540 habitantes.
En la práctica comprende varios barrios de la ciudad de Miami. Los principales son Deerwood, Bonita Lakes y la comunidad planificada de Three Lakes. 

## Geografía
Está ubicado en las coordenadas 25°38′33″N 80°23′59″O / 25.64250, -80.39972 (25.642604, -80.399635). Según la Oficina del Censo de los Estados Unidos, tiene una superficie total de 10.09 km², de la cual 8.36 km² corresponden a tierra firme y 1.73 km² son agua.

## Demografía

### Censo de 2020
| Raza                   | Núm. | Porc.  |
| ---------------------- | ---- | ------ |
| Blancos                | 5064 | 30.62% |
| Afroamericanos         | 1139 | 6.89%  |
| Amerindios             | 50   | 0.30%  |
| Asiáticos              | 744  | 4.50%  |
| Isleños del Pacífico   | 5    | 0.03%  |
| Otras razas            | 1708 | 10.33% |
| De una mezcla de razas | 7830 | 47.34% |

Del total de la población, el 72.35% son hispanos o latinos de cualquier raza.

### Censo de 2010
Según el censo de 2010, había 15.047 personas residiendo en la zona. La densidad de población era de 1507.44 hab./km². El 78.13% de los habitantes eran blancos, el 10.44% eran afroamericanos, el 0.15% eran amerindios, el 4.61% eran asiáticos, el 0.05% eran isleños del Pacífico, el 3.35% eran de otras razas y el 3.27% pertenecían a dos o más razas. Del total de la población el 65.42% eran hispanos o latinos de cualquier raza.